# Transcendència
|  | Per a altres significats, vegeu «transcendència (desambiguació)». |

Transcendència al context filosòfic o religiós és la qualitat d'allò que es troba enllà del limit de l'univers físic o del món. Per a filòsofs com Kant el transcendent és el que és fora del domini del coneixement, el que transcendeix el temps i l'espai. Situa conceptes espirituals com déu, ànima o immortalitat en aquesta categoria, que considera com tenir una naturalesa diferent. És l'antònim d'immanent.

## Etimologia
La paraula prové del verb llatí transcendere (català: transcendir) «ultrapassar, anar més enllà». Va ser introduïda en el català per Ramon Llull al segle xiv.

## Religió
Les religions abrahàmiques (judaisme, cristianisme i islam) entenen la transcendència com una condició o estat que supera l'existència física i que en certa manera n'és fins i tot independent. Consideren que Déu, en tant que creador, és transcendent, és a dir, que es troba a part o fora del que ha creat; aquesta concepció indueix, doncs, una noció de dualisme. A més, la transcendència s'atribueix no solament a l'ésser diví sinó també al seu coneixement: Déu transcendeix l'univers però també supera el coneixement, en trobar-se més enllà de les capacitats de la ment humana. La concepció cristiana, d’altra banda, ha insistit sempre en l’afirmació simultània de la transcendència i la immanència a l’hora de conceptualitzar la relació entre Déu i la creació.
Tot i així, transcendència i immanència no són sempre exclusives: en les tradicions religioses panteistes o monistes, s'afirma que la divinitat o el principi únic creador es troba tant més enllà com a dins de l'univers físic, com ho recullen el concepte hinduista del braman o aquell xinès del tao. Diverses branques d'aquests corrents de pensament consideren, a més, que hom pot fer l'experiència del transcendent. Per exemple, el ioga o la gnosi.

## Filosofia
Des d'un punt de vista filosòfic, no s'ha de confondre transcendent i transcendental. Aquest darrer terme, a part de tenir un significat propi en la lògica medieval, pren el seu sentit fonamental en la filosofia de Kant. Per a aquest autor, el «transcendental» vol dir que és «fora de», 'a part de' i 'previ a' l'experiència. D'aquesta manera, contraposa el que és empíric al que és transcendental. Considera que el que pertany a aquest darrer àmbit roman fora de tota experiència possible (vegeu idealisme transcendental, jo transcendental i subjecte transcendental).

Així, per exemple, Kant considera que l'espai i el temps, en tant que condicions prèvies a qualsevol experiència sensorial (ja que tota experiència es dona en l'espai i en el temps), són condicions transcendentals de la sensibilitat. No podem tenir experiències fora de l'espai o del temps, però tampoc podem experimentar l'espai en si mateix fora de l'espai o tenir experiències del temps fora del temps.
De tota manera, de totes les condicions transcendentals, la més important és el jo, ja que tot el que «jo» sento, conec, recordo, experimento…, es dona en aquest jo, que és condició prèvia de tota experiència i, per tant, segons la definició, és transcendental.
No és casual, doncs, que la filosofia moderna comenci amb el «jo penso» (cogito, ergo sum) de Descartes, prossegueixi amb el pensament de Kant, l'idealisme de Fichte, Schelling i Hegel i es desplegui amb la «crisi del jo» i del subjecte en l'època contemporània amb l'estructuralisme de Foucault o Deleuze, per exemple, o amb el postmodernisme.